# تيم أوكونيل
تيم أوكونيل (بالإنجليزية: Tim O'Connell)‏ هو لاعب هوكي الجليد أمريكي، ولد في 26 أكتوبر 1953 في شيكاغو في الولايات المتحدة.

## وصلات خارجية
- تيم أوكونيل على موقع HockeyDB.com (الإنجليزية)